# 柳時敏
柳時敏（：／，1959年7月28日 - ）是韓國學生運動家及政治人，亦是大學教授。他在2000年改革國民黨的創黨和同黨領首，於2002年至2008年擔任第16﹑17任大韓民國國會議員，2006年2月至2007年5月間擔任大韓民國第44任保健福祉部部長。

## 節目演出

### 電視
- KBS《姐姐們的Slam Dunk》嘉賓 （2016年10月7日 EP25）
- tvN《懂也沒用的神秘雜學詞典》固定嘉賓 （第一季：2017年6月2日－2017年7月28日；第二季：2017年10月27日－2017年12月29日）
- MBC 《無限挑戰》嘉賓 (2017年12月23日)

## 外部連結
- 柳時敏:韓國國會[永久] 
- 유시민 블로그, '헌법 제1조' 
- '유시민의 생활과 경제' 
- 시민광장-유시민을 믿고 지지하는 참여시민 네트워크, 공식팬클럽/정치웹진 
- 유시민 홈페이지 - '인터넷진지' 
- 인터넷 방송 유시민·노회찬의 저공비행 （页面存档备份，存于） 